# Cornel Patrichi
Cornel Patrichi (n. 1 aprilie 1944, București, România – d. 5 aprilie 2016, București, România) a fost un balerin, coregraf și actor român.

## Biografie
Născut în București pe 1 aprilie 1944, Patrichi a declarat că a urmat școala de balet „din întâmplare”: „Era 1953. (...)  A apărut o doamnă care ne-a întrebat dacă vrem să mergem la balet. Luase notele noastre de la sport și de la cultura generală. Așa am nimerit eu la școala de balet”. A absolvit Liceul de Coregrafie în 1962, fiind apoi angajat ca prim-balerin la Teatrul „Constantin Tănase” de unchiul său, Nicolae Patrichi, care era directorul muzical al teatrului. În 1972, directorul Teatrului „Fantasio” din Constanța i-a propus lui Patrichi să fie prim-balerin. Timp de zece ani a făcut naveta București–Constanța: „ Era un tren pe la 6, la 9 ajungeai, făceai repetiția de dimineață, mergeam la hotel, care era foarte aproape de teatru, mâncam, mă odihneam, începea repetiția de după-amiază și pe la 9 seara aveam tren înapoi”.
În 1987 s-a mutat cu soția sa în Italia, fondând în Toscana propria școală de balet, Dance Studio Patrichi. În 1999 s-a întors în România și a devenit coregraf pentru emisiunea Vineri seara ne distrăm cu Florin Călinescu, la invitația actorului. A realizat optzeci și opt de balete într-o perioadă de unsprezece luni, „cât face un coregraf toată viața”. 

## Distincții
- Medalia Meritul Cultural clasa I (12 septembrie 1968) „pentru merite în activitatea muzicală”[3]
- Ordinul „Meritul Cultural” în grad de cavaler (2004)[2]

## Filmografie

### Coregraf
- Pantoful Cenușăresei (1969) - dansator
- Cîntecele mării (1971) - maestru de balet
- Aventuri la Marea Neagră (1972) - coregraf
- Actorul și sălbaticii (1975)
- În pulberea de stele (1976)
- Eu, tu, și... Ovidiu (1978)
- Viraj periculos (1983)
- În fiecare zi mi-e dor de tine (1988) - maestru de balet

### Actor
- Mens sana in corpore sano (1965)
- De trei ori București (1968)
- Balul de sîmbătă seara (1968)
- Pădurea pierdută (1971)
- Veronica (1973)
- Un august în flăcări (1973)
- Gloria nu cîntă (1976)
- Melodii, melodii (1978)
- Detașamentul „Concordia” (1981)
- Sfîrșitul nopții (1983)